# The Album (альбом Blackpink)
The Album — дебютний студійний альбом південнокорейського дівочого гурту Blackpink. Він вийшов 2 жовтня 2020 року на лейблах YG Entertainment та Interscope. Це перша повноформатна робота гурту після дебюту у 2016 році. Для альбому Blackpink записали понад десять нових пісень і працювали з різними продюсерами, серед яких Teddy, Tommy Brown, R. Tee, Steven Franks і 24. Вісім пісень увійшли до фінального трек-листа, в тому числі дві колаборації: «Ice Cream» з Селеною Гомес та «Bet You Wanna» за участю Cardi B. Альбом досліджує теми кохання та складнощі дорослішання. Музично альбом поєднує в собі елементи поп, R&B, хіп-хопу, EDM та трепу.
The Album був підтриманий трьома синглами, два з яких були випущені раніше і увійшли до сорока найкращих хітів американського чарту Billboard Hot 100. Лід-сингл «How You Like That» посів тридцять третє місце; «Ice Cream» досягла піку на тринадцятій сходинці і стала найпопулярнішою піснею Blackpink у США; «Lovesick Girls» досягла п'ятдесят дев'ятого місця в чарті. Усі три сингли також увійшли до першої десятки хітів у Південній Кореї: «How You Like That» тримався на першому місці протягом трьох тижнів, «Ice Cream» — на восьмому, а «Lovesick Girls» — на другому в чарті Gaon Digital Chart. Для просування альбому Blackpink взяли участь у кількох музичних програмах у Південній Кореї та ток-шоу в США, а також стали хедлайнерами віртуального платного концерту під назвою «The Show» 31 січня 2021 року. Альбом отримав загалом схвальні відгуки від музичних критиків, які високо оцінили вокальні здібності Blackpink та стилістичне розмаїття; однак деякі критики визнали альбом коротким, а його виробництво — застарілим.
The Album дебютував на першому місці в чарті Gaon Album Chart і за перший місяць розійшовся тиражем 1 092 550 копій, ставши найбільш продаваним альбомом жіночого гурту в Південній Кореї на той час і першим в історії чарту, який перевищив мільйонний показник продажів. Він також дебютував на другій сходинці американського чарту Billboard 200 з тиражем 110 000 одиниць і став найрейтинговішим корейським жіночим альбомом і найрейтинговішим альбомом повністю жіночого гурту з часів альбому «Welcome to the Dollhouse» Деніті Кейн (2008). Крім того, він посів перше місце в Південній Кореї, Новій Зеландії та Мексиці, а також увійшов до першої десятки чартів у 16 країнах. Відтоді альбом отримав мільйонний сертифікат від Корейської асоціації музичного контенту (KMCA) та золотий сертифікат від Британської фонографічної індустрії (BPI). За даними Міжнародної федерації фонографічної індустрії (IFPI), альбом став п'ятим найбільш продаваним альбомом у світі за чистими продажами у 2020 році.

## Список композицій
| Трек-лист "The Album" | Трек-лист "The Album"              | Трек-лист "The Album"                                                       | Трек-лист "The Album"                                             | Трек-лист "The Album"        | Трек-лист "The Album" |
| #                     | Назва                              | Автор слів                                                                  | Автор музики                                                      | Продюсування                 | Тривалість            |
| --------------------- | ---------------------------------- | --------------------------------------------------------------------------- | ----------------------------------------------------------------- | ---------------------------- | --------------------- |
| 1.                    | «How You Like That»                | Teddy Danny Chung                                                           | Teddy R. Tee 24                                                   | R. Tee 24                    | 3:00                  |
| 2.                    | «Ice Cream» (разом з Selena Gomez) | Bekuh Boom Victoria Monét Teddy                                             | Tommy Brown Steven Franks Teddy Boom Monét 24 Gomez Ariana Grande | Brown Mr. Franks Teddy       | 2:55                  |
| 3.                    | «Pretty Savage»                    | Teddy Løren Vince Chung                                                     | Teddy 24 R. Tee Boom                                              | Teddy 24 R. Tee              | 3:19                  |
| 4.                    | «Bet You Wanna» (разом з Cardi B)  | Ryan Tedder Melanie Fontana Belcalis Almanzar Torae Carr Jonathan Descartes | Brown Franks                                                      | Brown Franks Teddy           | 2:39                  |
| 5.                    | «Lovesick Girls»                   | Teddy Løren Jisoo Jennie Chung                                              | Teddy 24 Jennie Brian Lee R. Tee Leah Haywood David Guetta        | 24 R. Tee                    | 3:12                  |
| 6.                    | «Crazy Over You»                   | Teddy Boom Chung                                                            | Teddy Boom 24 R. Tee Future Bounce                                | 24 R. Tee Future Bounce      | 2:41                  |
| 7.                    | «Love to Hate Me»                  | Chloe George Steph Jones Chung                                              | Tushar Apte Rob Grimaldi 24                                       | Apte Grimaldi 24 Vince Teddy | 2:49                  |
| 8.                    | «You Never Know»                   | Løren Boom                                                                  | 24 Boom                                                           | 24                           | 3:49                  |
| 24:28                 |                                    |                                                                             |                                                                   |                              |                       |

| The Album - JP Ver трек-лист | The Album - JP Ver трек-лист  | The Album - JP Ver трек-лист          | The Album - JP Ver трек-лист                               | The Album - JP Ver трек-лист | The Album - JP Ver трек-лист |
| #                            | Назва                         | Автор слів                            | Автор музики                                               | Продюсування                 | Тривалість                   |
| ---------------------------- | ----------------------------- | ------------------------------------- | ---------------------------------------------------------- | ---------------------------- | ---------------------------- |
| 1.                           | «How You Like That (JP Ver.)» | Teddy Danny Chung Co-sho              | Teddy R. Tee 24                                            | R. Tee 24                    | 3:00                         |
| 3.                           | «Pretty Savage (JP Ver.)»     | Teddy Løren Vince Chung FanFan        | Teddy R. Tee 24 Boom                                       | Teddy 24 R. Tee              | 3:19                         |
| 5.                           | «Lovesick Girls (JP Ver.)»    | Teddy Løren Jisoo Jennie Chung Co-sho | Teddy 24 Jennie Brian Lee R. Tee Leah Haywood David Guetta | 24 R. Tee                    | 3:12                         |
| 8.                           | «You Never Know (JP Ver.)»    | Løren Boom Sayumi Otomo               | 24 Boom                                                    | 24                           | 3:49                         |
| 24:28                        |                               |                                       |                                                            |                              |                              |

## Сертифікації
| Регіон                                                      | Сертифікація | Продажі   |
| ----------------------------------------------------------- | ------------ | --------- |
| Франція (SNEP)                                              | Золотий      | 50 000    |
| Японія                                                      | —            | 66,862    |
| Польща (ZPAV)                                               | Платиновий   | 20 000    |
| Південна Корея (KMCA)                                       | Мільйонний   | 1,700,677 |
| Велика Британія (BPI)                                       | Золотий      | 100 000   |
| США                                                         | —            | 117,000   |
| Підсумки                                                    |              |           |
| Worldwide (IFPI)                                            | —            | 1,510,000 |
| продажі+прослуховування, що базуються лише на сертифікаціях |              |           |